# Северная Самарка
Се́верная Сама́рка — садоводческий массив во Всеволожском районе Ленинградской области. Объединяет в себе садоводческие товарищества: «Северная Самарка», «Красный октябрь», «Нива», «Эскалатор», «Чёрная Речка». Расположен восточнее 2-го километра дороги Карьер Мяглово — Островки.
До середины XX века в этом районе располагалась деревня Самарка, состоявшая из двух частей — северной и южной, расположенных в двух километрах друг от друга на узкоколейной железной дороге, ведущей от торфоразработок к Неве. Деревня впоследствии была упразднена в 2004 году ввиду малочисленности её населения. От названия северной части этой деревни образовано название первого созданного садоводства «Северная Самарка», которое затем дало название всему массиву.
В довоенное время здесь существовали большие по площади торфоразработки. Для перевозки добытого торфа применялась неэлектрифицированная узкоколейная железная дорога, которая в конце 90-х гг. XX века была разобрана.
От Санкт-Петербурга до Северной Самарки организовано автобусное сообщение. Ежедневно от станции метро  Улица Дыбенко по расписанию отправляется автобус № 485.
В СНТ «Северная Самарка» и «Красный Октябрь» две улицы: Лесная и Тенистая.
В СНТ «Нива» шесть улиц: 1-я, 2-я, 3-я, 4-я, 5-я и 6-я линии.